# MBV
MBV (stiliserat m b v) är det tredje studioalbumet av rockgruppen My Bloody Valentine, utgivet den 2 februari 2013 på eget bolag. Albumet producerades av sångaren och gitarristen Kevin Shields och är bandets första fullängdsalbum med nytt material sedan 1991 års Loveless.
Delar av albumet spelades in före My Bloody Valentines upplösning 1997 och ytterligare inspelning gjordes efter att bandet återförenades 2007. Samma år berättade Shields att inspelningen var "3/4 klar" och tillkännagav skivsläppet i november 2012. Albumet blev varmt mottaget av kritiker.

## Låtlista
Låtarna skrivna av Kevin Shields.
1. "She Found Now" – 5:06
2. "Only Tomorrow" – 6:22
3. "Who Sees You" – 6:12
4. "Is This and Yes" – 5:07
5. "If I Am" – 3:54
6. "New You" – 4:59
7. "In Another Way" – 5:31
8. "Nothing Is" – 3:34
9. "Wonder 2" – 5:52

## Medverkande
| My Bloody Valentine - Kevin Shields - Bilinda Butcher - Debbie Googe - Colm Ó Cíosóig | Tekniker - Kevin Shields – produktion, ljudmix - Andy Savours – ljudtekniker - Noel Summerville – mastering (LP) - Alex Wharton – mastering (CD och digital) | Designers - Matthew Cooper – layout - Debbie Googe – layout - Lung – bilder i häftet - Anna Meldal – bilder i häftet - Nicholas Pankhurst – illustrationer, bilder i häftet |

Medverkande är hämtade ur albumhäftet till m b v.

## Listplaceringar
| Listor (2013)                    | Högsta position |
| -------------------------------- | --------------- |
| Belgiska albumlistan (Flandern)  | 87              |
| Belgiska albumlistan (Vallonien) | 120             |